# 체로키어 위키백과

체로키어 위키백과는 체로키어로 운영되는 위키백과이다. 기호는 chr이며, 918개의 문서가 있다.